# 周氏角蝉属
周氏角蝉属（学名：Choucentrus），是半翅目角蝉科露盾角蝉亚科的一个属，分布于中国西南地区及越南等地。属名取自中国昆虫学家周尧的姓氏，以纪念其对中国角蝉分类的研究工作。
截止2023年10月，世界头喙亚目在线数据库（3I World Auchenorrhyncha Database）收录本属2个有效种：
- 周氏角蝉 Choucentrus sinensis Yuan, 1985
- 越南周氏角蝉 Choucentrus vietnamensis Yuan, 1985